# Brande-Hörnerkirchen
Brande-Hörnerkirchen er en by og en kommune i det nordlige Tyskland, beliggende i Amt Hörnerkirchen under Kreis Pinneberg. Kreis Pinneberg ligger i den sydlige del af delstaten Slesvig-Holsten.

## Geografi
Kommunen ligger omkring otte kilometer nord for Barmstedt. Nærmeste jernbanestation ligger omkring en km væk i Westerhorn-bydelen Dauenhof ved jernbanen Hamburg-Altona - Neumünster - Kiel/Flensborg. Til motorvejen A 23 er der fire kilometer (Hohenfelde).

## Musikfestivaler
Siden 2006 er der hvert år afaholdt en middelaldermusik-Folkmetal-festival „Hörnerfest“. Derudover har der hvert år siden 1998 været afholdt metal-festival med navnet  „Headbangers Open Air“.